# Karl Hieronymus Pálffy von Erdőd

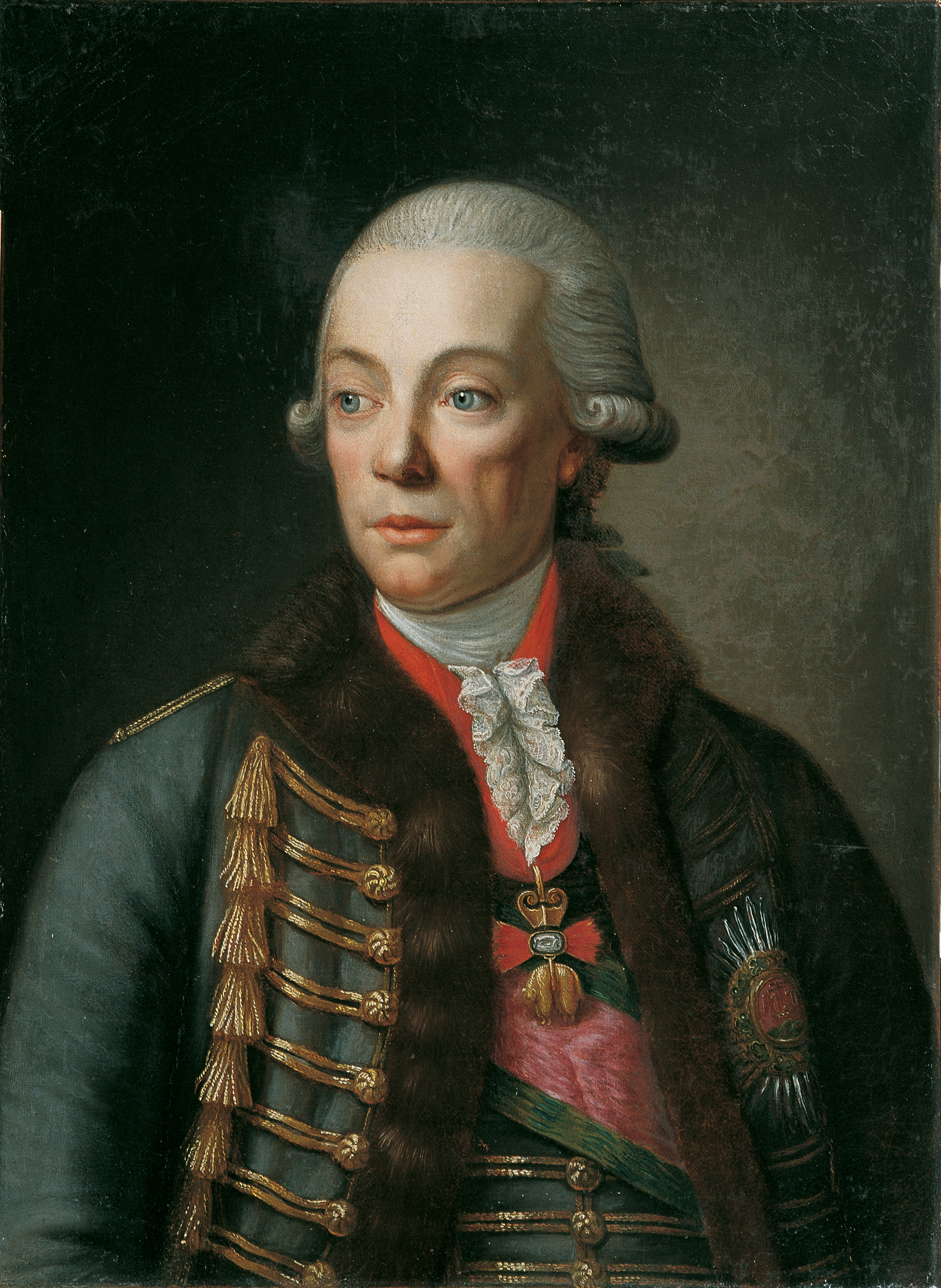
Karl Hieronymus Pálffy von Erdöd (1735–1816), 1. Fürst von Palffy (Gemälde von Joseph Dorffmeister)

Graf Karl Joseph Hieronymus Pálffy von Erdöd, ab 1807 Fürst Palffy von Erdöd, familienintern Karl IV. (* 30. September 1735 in Wien; † 25. Mai 1816 ebenda) war wirklicher Hofkanzler der vereinigten Hofkanzlei von Ungarn und Siebenbürgen. Ferner war er Stammvater des fürstlichen Zweiges der Familie Pálffy.

## Herkunft
Karl Hieronymus Pálffy von Erdöd entstammte dem älteren Zweig der nikolai’schen Hauptlinie der Familie Pálffy. Seine Eltern waren der Graf Nikolaus (VIII.) Pálffy von Erdöd (* 4. September 1710; † 6. Februar 1773) und dessen Ehefrau Gräfin Maria Anna Ernestina von Althann (* 11. Mai 1715; † 4. Oktober 1790).

## Leben
Im Jahr 1757 wurde Pálffy von Kaiserin Maria Theresia zum niederösterreichischen Landrechtsbeisitzer ernannt. Im Jahr 1759 wurde er zum Rat bei der delegierten Hofkommission in Kommerzsachen ernannt. Im folgenden Jahr wurde er als Hofrat in das neu errichtete Kommerz-Direktorium versetzt und zum Kammerherrn ernannt. 1762 wurde er als Hofrat zur Hofkammer versetzt und im Jahr 1774 zu deren Vize-Präsidenten ernannt. Im Jahr 1776 erfolgte seine Ernennung zum königlich ungarischen Vizekanzler, im Jahre 1779 zum Obergespan des Sempliner und 1791 zum Erbobergespan des Preßburger Komitates. Für seine Arbeit wurde er 1782 mit dem Orden vom Goldenen Vließ (Nr. 808) ausgezeichnet. Außerdem erhielt er 1783 das Reichsbaronat eines obersten Hofmeisters und 1787 die Würde eines wirklichen Hofkanzlers der vereinigten Hofkanzlei von Ungarn und Siebenbürgen. In letzterer Position sollte er die Reformen Kaiser Josephs II. auch in Ungarn durchsetzen.
Während seiner langen Dienstzeit nahm er an vier Landtagen, zwei Königskrönungen und drei Landesaufgeboten teil. Er war Träger des Großkreuzes des St. Stephan-Ordens, außerdem erhielt er am 4. November 1807 für sich und seine Nachkommenschaft in den erbländischen Fürstenstand.

## Familie
Pálffy heiratete am 24. April 1763 die Fürstin Maria Theresia von Liechtenstein (* 1. September 1741; † 30. Juni 1766), Tochter von Emanuel von Liechtenstein. Das Paar hatte mehrere Kinder:
- Joseph Franz, 2. Fürst Palffy von Erdöd (* 2. September 1764; † 13. April 1827), 2. Fürst von Palffy ⚭ Gräfin Maria Karolina von Hohenfeld (* 9. November 1774; † 28. Juli 1758)
  - Kinder: Anton Karl, 3. Fürst Palffy von Erdöd ⚭ Leopoldine (Dominika Karoline), Tochter von Aloys (Wenzel Dominik) Fürst von Kaunitz-Rittberg-Questenberg[1]
  - Nikolaus Graf von Palffy ⚭ Therese Rossi
  - Anna Maria Palffy ⚭ Adolf Ludwig Reichsgraf von Schönfeld
- Nikolaus Joseph (* 3. Dezember 1765; † 26. Mai 1800), Generalmajor, gefallen bei Romano im Aostatal[2]